# 대방광불화엄경수소연의초목판
대방광불화엄경수소연의초목판(大方廣佛華嚴經隨疏演義初木版)은 서울특별시 강남구 봉은사에 있는 조선시대의 목판이다. 1992년 12월 28일 서울특별시의 유형문화재 제84호로 지정되었다.

## 개요
『대방광불화엄경』은 줄여서 ‘화엄경’이라고도 부르기도 하며, 화엄종의 근본경전으로 법화경과 함께 우리나라의 불교사상을 확립하는데에 크게 영향을 끼쳤다.
이 화엄경판은 조선 철종 7년(1856) 동방의 율사로 이름을 떨친 남호영기 스님이 만든 것으로 화엄경의 내용을 모두 3,175매의 판에 새겨 찍어낸 것이다. 남호영기 스님이 1854년 망월사에서 화엄경을 설법하면서 대승불교의 대표적인 경전인 화엄경 판각하는 작업을 시작하여 당시 많은 불교신자들의 후원아래 방대한 분량의 화엄경 판각사업을 완성한 것이다. 이 화엄경판을 봉안하기 위해 법당을 신축하고 추사 김정희의 글씨체로 현판을 걸었는데, 우리나라에서는 네번째로 화엄경판을 만들어 봉안한 것이라고 한다.
남호영기 스님에 의해 조성된 이 화엄경판은 대승불교의 대표적 경전이라 할 수 있으며, 귀중한 경판을 완벽하게 보관하기 위해 바닥을 온돌로 만들어 습기를 방지하고 있다.

## 갤러리

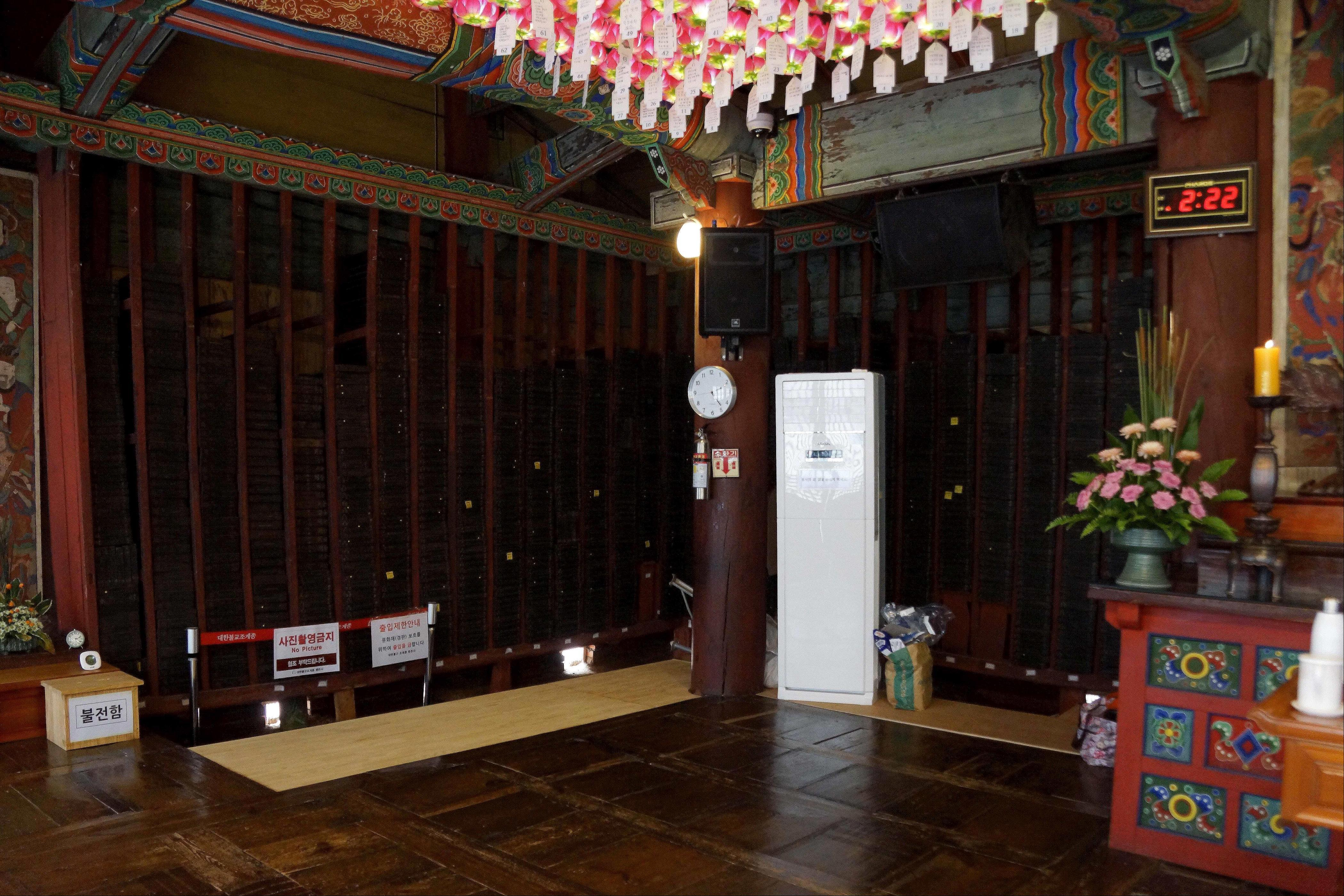
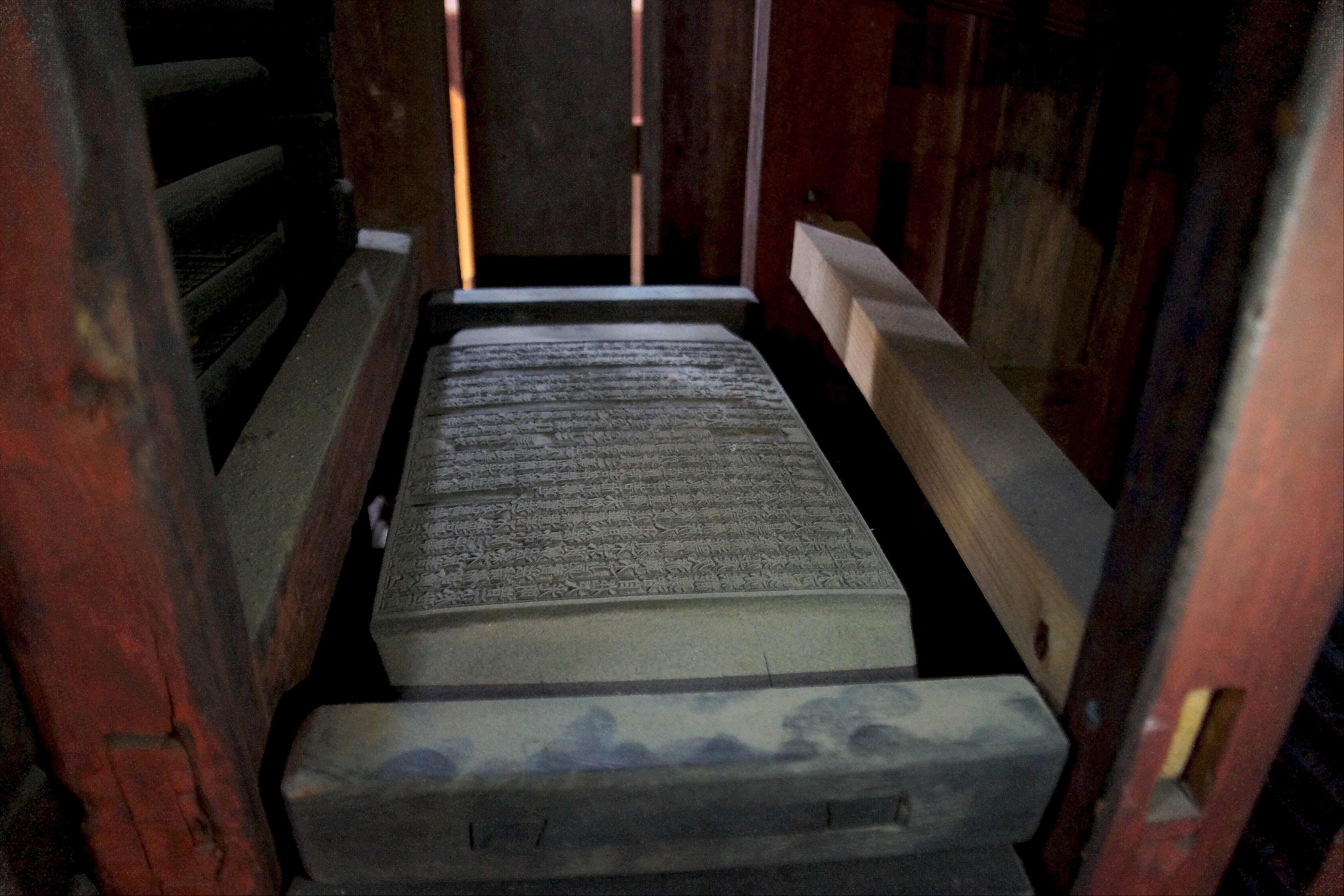

## 수량 목록[1]
| 연번 | 함차 | 판수 | 연번 | 함차 | 판수 | 연번 | 함차  | 판수 |
| ---- | ---- | ---- | ---- | ---- | ---- | ---- | ----- | ---- |
| 01   | 天   | 43   | 28   | 歲   | 40   | 55   | 夜    | 53   |
| 02   | 地   | 29   | 29   | 律   | 46   | 56   | 光    | 35   |
| 03   | 玄   | 27   | 30   | 呂   | 36   | 57   | 果    | 31   |
| 04   | 黃   | 34   | 31   | 調   | 43   | 58   | 珍    | 36   |
| 05   | 宇   | 42   | 32   | 陽   | 32   | 59   | 李    | 52   |
| 06   | 宙   | 43   | 33   | 雲   | 37   | 60   | 李,柰 | 34   |
| 07   | 洪   | 49   | 34   | 騰   | 20   | 61   | 菜    | 32   |
| 08   | 荒   | 48   | 35   | 致   | 53   | 62   | 重    | 46   |
| 09   | 日   | 39   | 36   | 雨   | 29   | 63   | 芥    | 25   |
| 10   | 月   | 37   | 37   | 露   | 49   | 64   | 薑    | 33   |
| 11   | 盈   | 44   | 38   | 結   | 36   | 65   | 海    | 47   |
| 12   | 昃   | 56   | 39   | 爲   | 31   | 66   | 鹹    | 46   |
| 13   | 辰   | 38   | 40   | 霜   | 46   | 67   | 河    | 31   |
| 14   | 宿   | 47   | 41   | 金   | 46   | 68   | 淡    | 37   |
| 15   | 列   | 23   | 42   | 生   | 30   | 69   | 鱗    | 37   |
| 16   | 張   | 34   | 43   | 麗   | 29   | 70   | 潛    | 46   |
| 17   | 寒   | 44   | 44   | 水   | 34   | 71   | 羽    | 57   |
| 18   | 來   | 35   | 45   | 玉   | 40   | 72   | 翔    | 42   |
| 19   | 署   | 44   | 46   | 出   | 47   | 73   | 龍    | 40   |
| 20   | 往   | 39   | 47   | 崑   | 51   | 74   | 師    | 55   |
| 21   | 秋   | 50   | 48   | 岡   | 41   | 75   | 火    | 44   |
| 22   | 收   | 32   | 49   | 劍   | 44   | 76   | 帝    | 44   |
| 23   | 冬   | 20   | 50   | 號   | 39   | 77   | 鳥    | 53   |
| 24   | 藏   | 30   | 51   | 巨   | 27   | 78   | 官    | 61   |
| 25   | 閏   | 24   | 52   | 闕   | 63   | 79   | 人    | 40   |
| 26   | 餘   | 36   | 53   | 珠   | 53   | 80   | 皇    | 19   |
| 27   | 成   | 44   | 54   | 稱   | 41   |      |       |      |

## 참고 자료
- 대방광불화엄경수소연의초목판 - 국가유산청 국가유산포털